# Campionato sudamericano maschile di pallavolo 2011
Il XXIX campionato sudamericano maschile di pallavolo si è svolto a Cuiabá, in Brasile dal 19 al 25 settembre 2011. Al torneo hanno partecipato 7 squadre nazionali sudamericane e la vittoria finale è andata per la ventottesima volta, la ventitreesima consecutiva, al Brasile.

## Squadre partecipanti
- Argentina
- Brasile
- Cile
- Colombia
- Paraguay
- Uruguay
- Venezuela

## Podio

### Campione
Formazione: 1 Bruno de Rezende, 4 Wallace Martins, 5 Sidnei dos Santos, 8 Murilo Endres, 9 Théo Lopes, 10 Sérgio dos Santos, 11 Thiago Alves, 14 Rodrigo Santana, 15 João Paulo Bravo, 16 Lucas Saatkamp, 17 Marlon Yared, 18 Dante do Amaral, CT: Bernardo de Rezende

### Secondo posto
Formazione: 2 Iván Castellani, 3 Martin Blanco, 4 Lucas Ocampo, 5 Nicolás Uriarte, 7 Facundo Conte, 9 Rodrigo Quiroga, 11 Sebastián Solé, 12 Federico Pereyra, 14 Pablo Crer, 15 Luciano De Cecco, 16 Alexis González, 17 Mariano Giustiniano, CT: Carlos Weber

### Terzo posto
Formazione: 2 Pedro Brito, 3 Alejandro Sanoja, 4 Héctor Mata, 5 Emerson Rodriguez, 6 Carlos Páez, 8 Daniel Arteaga, 10 Kervin Piñerúa, 11 Jhoser Contreras, 12 José Enriquez, 13 Jesus Chourio, 15 Luís Arias, 17 Daniel Escobar, CT: Idolo Herrera

## Classifica finale
| Classifica | Squadre   | Qualificazione       |
| ---------- | --------- | -------------------- |
|            | Brasile   | Coppa del Mondo 2011 |
|            | Argentina | Coppa del Mondo 2011 |
|            | Venezuela |                      |
| 4          | Colombia  |                      |
| 5          | Cile      |                      |
| 6          | Paraguay  |                      |
| 7          | Uruguay   |                      |